# Csököly
Csököly é um município da Hungria, situado no condado de Somogy. Tem 29,84 km² de área e sua população em 2019 foi estimada em 1.068 habitantes.